# A Seychelle-szigetek az 1992. évi nyári olimpiai játékokon
A Seychelle-szigetek a spanyolországi Barcelonában megrendezett 1992. évi nyári olimpiai játékok egyik részt vevő nemzete volt. Az országot az olimpián 4 sportágban 11 sportoló képviselte, akik érmet nem szereztek.

## Atlétika
Férfi
| Versenyző      | Versenyszám | Előfutam | Előfutam | Előfutam | Negyeddöntő | Negyeddöntő | Negyeddöntő | Elődöntő | Elődöntő | Elődöntő | Döntő   | Döntő    |
| Versenyző      | Versenyszám | Idő      | Hely.    | Össz.    | Idő         | Hely.       | Össz.       | Idő      | Hely.    | Össz.    | Idő     | Helyezés |
| -------------- | ----------- | -------- | -------- | -------- | ----------- | ----------- | ----------- | -------- | -------- | -------- | ------- | -------- |
| Joseph Adam    | 400 m       | 47,68    | 6.       | 49.      | kiesett     | kiesett     | kiesett     | kiesett  | kiesett  | kiesett  | kiesett | kiesett  |
| Giovanny Fanny | 400 m gát   | 52,63    | 6.       | 37.      |             |             |             | kiesett  | kiesett  | kiesett  | kiesett | kiesett  |

| Versenyző        | Versenyszám | Selejtező | Selejtező | Döntő    | Döntő    |
| Versenyző        | Versenyszám | Eredmény  | Helyezés  | Eredmény | Helyezés |
| ---------------- | ----------- | --------- | --------- | -------- | -------- |
| Daniel Beauchamp | Magasugrás  | 210 cm    | 33.*      | kiesett  | kiesett  |
| Daniel Beauchamp | Távolugrás  | 744 cm    | 37.       | kiesett  | kiesett  |
| Paul Nioze       | Hármasugrás | 16,32 m   | 22.       | kiesett  | kiesett  |

* - öt másik versenyzővel azonos eredményt ért el

## Ökölvívás
| Versenyző      | Versenyszám   | Selejtező                   | Nyolcaddöntő                | Negyeddöntő               | Elődöntő          | Döntő             | Helyezés |
| Versenyző      | Versenyszám   | Ellenfél Eredmény           | Ellenfél Eredmény           | Ellenfél Eredmény         | Ellenfél Eredmény | Ellenfél Eredmény | Helyezés |
| -------------- | ------------- | --------------------------- | --------------------------- | ------------------------- | ----------------- | ----------------- | -------- |
| Rival Cadeau   | Nagyváltósúly | Mohamed Mesbahi (MAR) · 5-3 | Raul Marquez (USA) · 3-20   | kiesett                   | kiesett           | kiesett           | 9.       |
| Roland Raforme | Félnehézsúly  | Rick Timperi (AUS) · 27-7   | Patrice Aouissi (FRA) · RSC | Béres Zoltán (HUN) · 3-11 | kiesett           | kiesett           | 5.       |

RSC - a játékvezető megállította a mérkőzést

## Úszás
Férfi
| Versenyző      | Versenyszám  | Előfutam | Előfutam | Előfutam | Döntő   | Döntő   | Döntő   | Helyezés |
| Versenyző      | Versenyszám  | Idő      | Hely.    | Össz.    | Típus   | Idő     | Hely.   | Helyezés |
| -------------- | ------------ | -------- | -------- | -------- | ------- | ------- | ------- | -------- |
| Ivan Roberts   | 50 m gyors   | 25,44    | 2.       | 58.      | kiesett | kiesett | kiesett | kiesett  |
| Ivan Roberts   | 100 m gyors  | 56,15    | 5.       | 67.      | kiesett | kiesett | kiesett | kiesett  |
| Kenny Roberts  | 100 m gyors  | 58,86    | 4.       | 72.      | kiesett | kiesett | kiesett | kiesett  |
| Kenny Roberts  | 50 m gyors   | 26,78    | 7.       | 68.      | kiesett | kiesett | kiesett | kiesett  |
| Kenny Roberts  | 100 m mell   | 1:16,52  | 5.       | 58.      | kiesett | kiesett | kiesett | kiesett  |
| Kenny Roberts  | 200 m mell   | kizárták | kizárták | kizárták | kiesett | kiesett | kiesett | kiesett  |
| Kenny Roberts  | 200 m vegyes | 2:30,35  | 5.       | 51.      | kiesett | kiesett | kiesett | kiesett  |
| Jean-Paul Adam | 200 m vegyes | 2:35,35  | 6.       | 52.      | kiesett | kiesett | kiesett | kiesett  |
| Jean-Paul Adam | 200 m gyors  | 2:09,99  | 6.       | 54.      | kiesett | kiesett | kiesett | kiesett  |
| Jean-Paul Adam | 400 m gyors  | 4:40,93  | 6.       | 46.      | kiesett | kiesett | kiesett | kiesett  |

Női
| Versenyző  | Versenyszám  | Előfutam | Előfutam | Előfutam | Döntő   | Döntő   | Döntő   | Helyezés |
| Versenyző  | Versenyszám  | Idő      | Hely.    | Össz.    | Típus   | Idő     | Hely.   | Helyezés |
| ---------- | ------------ | -------- | -------- | -------- | ------- | ------- | ------- | -------- |
| Elke Talma | 100 m mell   | 1:29,91  | 5.       | 42.      | kiesett | kiesett | kiesett | kiesett  |
| Elke Talma | 200 m mell   | 3:12,13  | 7.       | 39.      | kiesett | kiesett | kiesett | kiesett  |
| Elke Talma | 200 m vegyes | 2:53,41  | 6.       | 43.      | kiesett | kiesett | kiesett | kiesett  |

## Vitorlázás
Férfi
| Versenyző         | Versenyszám     | Futam  | Futam | Futam | Futam | Futam | Futam | Futam | Futam | Futam | Futam | Pontszám | Helyezés |
| Versenyző         | Versenyszám     | 1      | 2     | 3     | 4     | 5     | 6     | 7     | 8     | 9     | 10    | Pontszám | Helyezés |
| ----------------- | --------------- | ------ | ----- | ----- | ----- | ----- | ----- | ----- | ----- | ----- | ----- | -------- | -------- |
| Hugh Jean Adeline | Szörfvitorlázás | (44,0) | 41,0  | 41,0  | 36,0  | 40,0  | 44,0  | 39,0  | 39,0  | 43,0  | 26,0  | 349,0    | 36.      |